# Académie d'éducation et d'études sociales
Pour les articles homonymes, voir AES.
L’Académie d’éducation et d’études sociales (AES), fondée en 1922 en France, regroupe des personnalités qui étudient les questions de société dans l'esprit de l’enseignement social chrétien. Les discussions organisées chaque année sur un thème différent sont publiées dans des annales. Par ailleurs, en association avec l'association d’éducation et d’entraide sociales en Suisse, l'académie décerne le prix « Humanisme chrétien ».

## Objet
Créée en 1922 par le diplomate Edmond Bruwaert, sous forme d'association loi de 1901, l’AES vise à diffuser l'enseignement chrétien en matière sociale.
Elle se définit comme « un cercle de réflexion et d’études des questions sociales et éducatives, qui s’attache aux applications de l’enseignement social chrétien et communique ses travaux à un public de responsables dans la cité ».
L'AES a pour but d'étudier les questions de société dans un esprit conforme à la tradition chrétienne et humaniste, de rechercher les applications possibles des principes posés et de communiquer ses travaux à un public de responsables dans les Églises et la société.

## Membres
L'association regroupe des membres titulaires, associés ou correspondants, en France et dans les pays francophones, qui veulent contribuer à approfondir le christianisme social.
Depuis 2017, le président est la journaliste et écrivain Marie-Joëlle Guillaume. Les anciens présidents ont été successivement le cardinal Alfred Baudrillart, Georges Goyau, Jean Lerolle, Joseph Zamanski, Robert Garric, Henri Guitton, André Aumonier, Jean-Didier Lecaillon et Ghislain Lafont.
De nombreuses personnalités en sont ou ont été membres : Jacques Arsac, Francis Jacques,, Philippe Laburthe-Tolra, Chantal Delsol, Pierre de Lauzun.

## Annales
Depuis l'année 1997-1998, les travaux sont publiés annuellement dans des annales. Quelques parutions :
- 1999-2000 Au risque de la science : les conséquences éducatives et sociales du développement scientifique et technique, annales publiées chez Fayard  (ISBN 978-2-86679-301-2) à la suite des exposés de Jacques Arsac, Jean Dercourt, Marie-Odile Rethoré, Alain d'Iribarne, Paul Germain, Roland Omnès, Francis Jacques et Jean-Robert Armogathe.

recension d’Édouard Boné en ligne.
- 2001-2002 L'unité du genre humain : donner une impulsion nouvelle à la vie en société, annales publiées aux Éditions François-Xavier de Guibert  (ISBN 2-86839-717-4) à la suite des exposés de Philippe Laburthe-Tolra, Rémi Brague, Bertrand Dufourcq, Olivier Chaline, Gérard-François Dumont, Michael Fitzgerald, Jean-Didier Lafont, Hervé L'Huillier.

recension de P. Detienne.
- 2002-2003 Un monde sans Dieu ?, annales publiées aux Éditions François-Xavier de Guibert  (ISBN 978-2-86839-935-9) à la suite des exposés d'Olivier Abel, Pierre Bernard, Xavier Bouthillon, Janine Chanteur, François-Georges Dreyfus, Christine de Langle, Isabelle Mourral, Paul Valadier, Joseph-Marie Verlinde.

recension de Benoît Bourgine.
- 2007-2008 L'homme et la nature , annales publiées aux Éditions François-Xavier de Guibert  (ISBN 978-2-7554-0348-0) à la suite des exposés du cardinal Philippe Barbarin, de Michel Camdessus, Vincent Courtillot, Fabrice Hadjadj, Catherine Labrusse-Riou, Mgr Michel Schooyans, Jacques Trémolet de Villers. Le magazine L'Obs évoque une polémique après la diffusion de ces annales auprès d'établissements scolaires[21].
- 2008-2009 Qu'est-ce que la vérité ?, annales publiées aux éditions Lethielleux  (ISBN 978-2-24962-215-1) à la suite des exposés de Michel Staggen, Jean Baechler, Éric de Montgolfier, François Delarue, Gérard Leclerc, Anne Duthilleul, Jean-Marc Nesme, cardinal André Vingt-Trois.

recension de Philibert Secrétain.
- 2011-2012 la famille, un atout pour la société , annales publiées aux Éditions François-Xavier de Guibert  (ISBN 978-2-75540-559-0) à la suite des exposés de Dominique Folscheid, Yvonne Flour, Hervé Mariton, Bruno de Saint-Chamas, Bertrand Macabéo, Jean-Marie Andrès, Elizabeth Montfort, Jacques de Longeaux, Jean-Paul Guitton.

recension de François Odinet.
recension d'Anna Spillmann.
- 2013-2014 La mort, un temps à vivre, annales publiées aux Éditions François-Xavier de Guibert  (ISBN 978-2-75540-580-4) à la suite des exposés de Nicolas Aumonier, Mgr Michel Aupetit, Jean-Pierre Batut, Christian de Cacqueray, Thibaud Collin, Bénédicte Denoyel, Jean-Paul Guitton, Didier Sicard, Philippe Vaur

Recension de Bruno Saintôt.
- 2019-2020 Enracinement et bien commun, annales publiées aux éditions du Bien commun  (ISBN 978-2-85554-162-4) à la suite des exposés d'Emmanuel Gabellieri, Grégor Puppinck, Éric Mestrallet, François You, Joseph Thouvenel, Roland Hureaux, Pierre de Lauzun, Chantal Delsol, Jean-Luc Marion, Pascal-André Dumont, Marie-Joëlle Guillaume, annales qualifiés par la CFTC de « ouvrage de culture, d’intelligence et de réflexion »[26].

## Prix
Jusqu'en 2003, l'AES a remis le « Prix de l'Académie ». Ont été notamment primés :
- en 1986, Gérard-François Dumont pour son ouvrage Pour la liberté familiale[28] ;
- en 1994, Mgr Michel Schooyans[29] pour son ouvrage Bioéthique et population : le choix de la vie ;
- en 1998, Antoine Moussali pour son ouvrage La Croix et le croissant - Le christianisme face à l´islam  (ISBN 978-2-85162-013-2)[30],[31] ;
- en 2003, l'Office chrétien des personnes handicapées (OCH), prix remis à Marie-Hélène Mathieu[32].

Depuis 2004, un comité franco-suisse réunissant l’Académie d’éducation et d’études sociales à Paris et l’Association d’éducation et d’entraide sociales en Suisse décerne le prix Humanisme chrétien. Ce comité cherche à promouvoir toutes formes d’action touchant « l’éducation et les applications de l’enseignement social chrétien », ainsi que d’encourager la diffusion « d’œuvres dessinant les contours d’un humanisme chrétien ». Ce prix récompense un ouvrage « novateur et formateur, accessible à un large public et s’inspirant des principes de l’humanisme social chrétien ». Il a été remis en 2016 à Grégor Puppinck, pour son étude La Famille, les droits de l’homme et la vie éternelle, en 2018, à Thierry Magnin, recteur de l'université catholique de Lyon, pour son ouvrage Penser l’humain au temps de l'homme augmenté, en 2021, à Thomas Ailleret pour son ouvrage Vivre en chrétien, quésaco ? La doctrine sociale de l’Église en action.

## Pour approfondir